# Эфферт-Клуссайс, Эрнст Эрнестович
Эрнст Эрнестович Эфферт-Клуссайс (настоящая фамилия — Эфферт) (латыш. Ernests Eferts-Klusais; 14 (26) января 1889, Ванская волость, Туккумского уезда Курляндской губернии (ныне Тукумский район, Латвия) — 16 июля 1927, Москва) — латышский писатель, революционер.

## Биография
Выпускник Рижского политехнического института. Был преподавателем естественных наук в Мариенбургской гимназии, откуда был уволен за политическую неблагонадежность.
Член РСДРП(б) с 1914 года. Подвергался репрессиям; в 1916 году был арестован царскими властями и выслан в ссылку в Иргиз Тургайской области.
После революции 1917 года — член первого Советского правительства Латвии, избирался членом Видземского совета и продовольственным комиссаром Совета депутатов Латвии, в 1919 году — заместитель народного комиссара по просвещению Латвийской советской республики. После падения Советской власти в Латвии организовал и был редактором издательства ЦК КП Латвии «Спартакс» в Пскове. С 1922 года жил в Москве. 
Занимался литературной работой, был преподавателем Коммунистического университета национальных меньшинств Запада им. Мархлевского, заведующим кафедрой литературы и языка. Основатель латышской литературной группы «Дарбдена».
Клуссайс много писал в латышских периодических изданиях по вопросам общественным, естествознания, народного образования и другим.
Умер от туберкулёза в 1927 году.

## Творчество
Первые произведения опубликовал в 1918 году.
Автор сборников рассказов и очерков.

## Избранные произведения
- «Беспокойный скиталец» (1923)
- «Пограничный уезд» (1926)
- «Тысяча девятьсот семнадцатый» (1926)
- «Бунтующий народ» (1927)
- «Женщина с винтовкой» (1927)
- «Земля святой Марии» и др.

Особое внимание заслуживают изданные отдельной брошюрой «Заметки по истории идеологического развития в Латвии», начало обширного марксистского исследования по истории развития латышской общественной мысли, которое ему не удалось завершить.

## Память
В Зантской волости Кандавского края Латвии на родине Клуссайса установлен памятный камень в честь писателя.